# Brachinus crepitans
El escopetero o escarabajo bombardero (Brachinus crepitans) es una especie de escarabajo de la familia Carabidae.
El gran escarabajo bombardero puede volar (macróptero) y, como la mayoría de los escarabajos terrestres, es un depredador nocturno. Las larvas también son depredadoras y se desarrollan como ectoparásitos en las pupas de otros escarabajos terrestres. Los adultos se pueden encontrar desde la primavera hasta el otoño; su período de actividad se extiende de abril a octubre con una actividad máxima a principios del verano, de mayo a junio.

## Distribución
El gran escarabajo bombardero es una especie caracterizada por un fuerte vínculo con el medio ambiente. La especie vuela de mayo a junio. Puede vivir en tres tipos de ecosistemas: bosque, estepa y cultivos. Vive debajo de las piedras en los bordes de los campos en zonas cálidas y secas de piedra caliza. Esta especie no se encuentra en todas partes, pero donde sí, suele estar presente en abundantes cantidades. Se distribuye por el paleártico: Europa aunque desaparecido en la zona norte. Al este, su distribución se extiende por la mitad occidental de Asia hasta Siberia y el lago Baikal en Rusia.

## Descripción

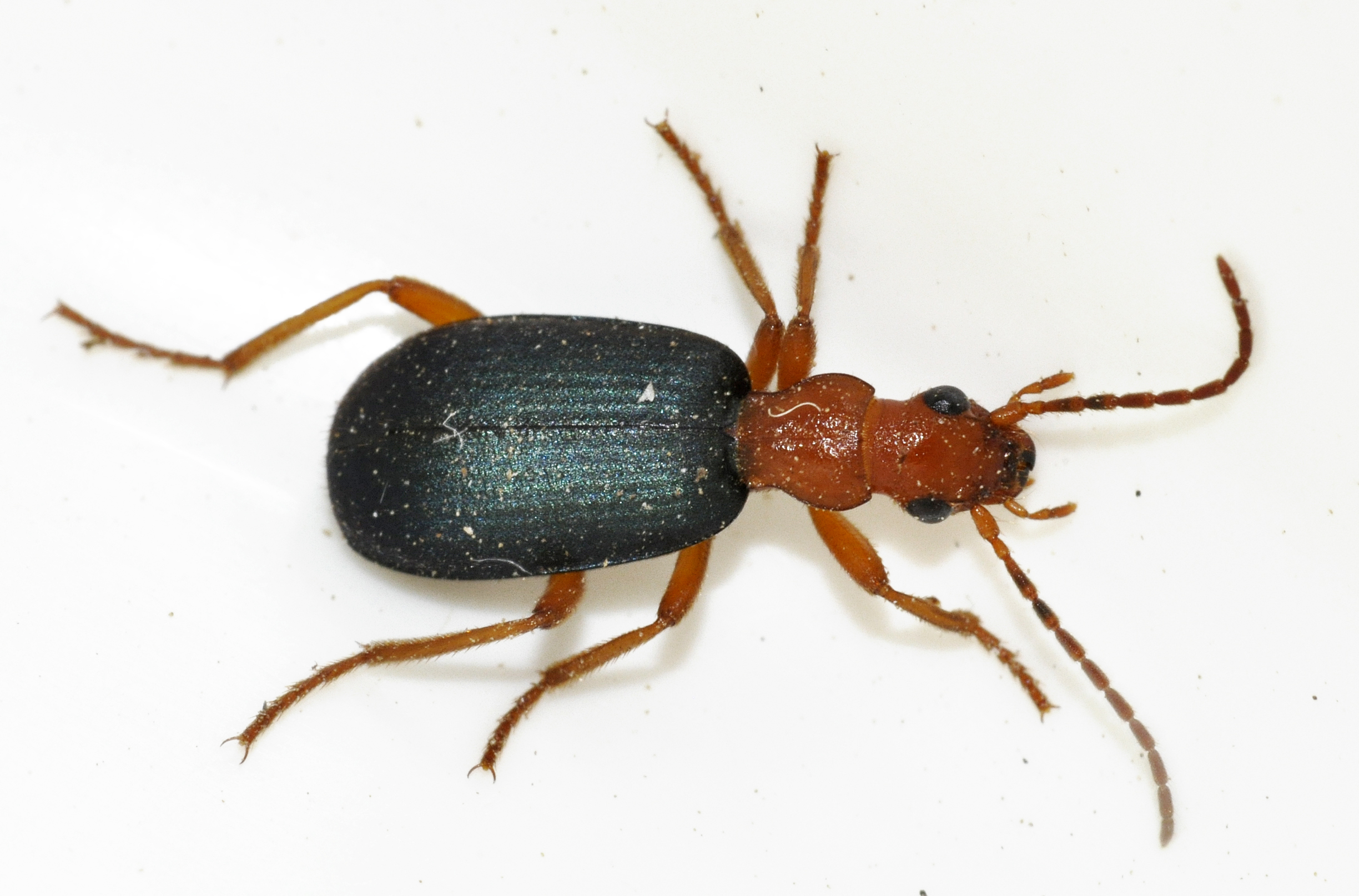
Vista superior de una especie en Alemania.

Brachinus crepitans puede alcanzar una longitud de 7 a 10,2 milímetros (0,3 a 0,4 plg). La especie es muy similar a Brachinus efflans. Como la mayoría de los escarabajos terrestres, el color es oscuro. La cabeza, el tórax y las patas son de color rojo óxido y las antenas, del mismo color, están revestidas de una corta pubescencia. Los élitros son de color verde azul oscuro con un brillo mate y tienen estrías longitudinales poco profundas con pequeños orificios casi imperceptibles esparcidos irregularmente entre ellos.
La larva es ovalada alargada con un diámetro longitudinal de 0,88 metros (1 yd) y un diámetro transversal de 0,39 milímetros (0 plg). Las larvas eclosionadas tienen la forma típica de los escarabajos terrestres, alargadas y con patas bien desarrolladas. Nacen de color blanco y se oscurecen ligeramente en las primeras seis horas. 
La especie recibe su nombre "bombardero", porque cuando se les molesta, la especie dispara líquido de dos glándulas a través del ano. Como una de las glándulas contiene peróxido de hidrógeno y la otra hidroquinona, cuando dos de sus contenidos se mezclan con enzimas en una "cámara de disparo", el líquido explota y daña a los atacantes. La expulsión del líquido se ve acompañado de un pequeño sonido explosivo y un hilo de humo.

## Ciclo de vida
Las larvas son parásitos externos que se alimentan de las pupas de otras especies de escarabajos, como la Amara convexiuscula y un escarabajo estafilínido, el Tasgius ater. El apareamiento y la puesta de huevos tienen lugar principalmente en primavera. Los huevos se ponen individualmente sobre partículas de tierra o en cámaras de huevos hechas de barro fino, que sirven de protección. 
Hay tres estadios larvarios. Hay dos fases de desarrollo distintas, que se distinguen por el comportamiento típico de escarabajos en el primer y tercer estadio. El primer estadio es una fase de búsqueda, la larva recién nacida es típicamente caraboide, de color blanca a excepción de los ojos y los ápices de las mandíbulas y oscurece luego de las primeras 6 horas de vida. Después de la eclosión, la larva busca un huésped, que dura desde unas pocas horas hasta 4 días. Algunas larvas encuentran rápidamente su huésped, se posaron en la pupa durante varias horas, pero la abandonan y continúan buscando un nuevo huésped. La probabilidad de atacar a una pupa huésped aumenta con la edad larvaria.
En el segundo y tercer estadio, las larvas se parecen a las orugas de las mariposas, son blancas y tienen patas poco desarrolladas. En el segundo estadio la larva es erucoide, con un cuerpo blando y blanco sin alejarse de la pupa huésped que todavía esta viva. Comienza a alimentarse inmediatamente, muriendo su pupa huésped, la larva perfora la cutícula del huésped en varios lugares y succiona la hemolinfa. Sus lugares de alimentación preferidos suelen ser la membrana intersegmentaria que conecta la cabeza y el protórax, la pleura protorácica, el esternón pronotal o la pleura abdominal, aunque puede alimentarse con éxito en otros lugares. Si la larva abandona temporalmente la pupa huésped, aumenta el tiempo de desarrollo.
En el primer y segundo instar larvario, sólo se consume la hemolinfa de la pupa; en el tercer y último estadio larvario, también se come el tejido de la pupa. La larva es erucoide, con una cutícula profundamente plegada, lo que permite un gran aumento de volumen durante el corto período de alimentación intensiva. Después de la muda, la larva adopta una posición típica de alimentación, unida por su superficie dorsal al cuerpo del huésped y con la cabeza y el tórax inclinados hacia atrás 180°. Las larvas del tercer estadio mastican los tejidos de sus huéspedes con sus mandíbulas. Luego de consumir la pupa huésped las larvas permanecen inmóviles y descansan en el suelo junto al caparazón de la pupa vacía durante varios días y posteriormente se convierten en pupas. Durante este período, la forma de la larva cambia reflejando la forma del cuerpo del adulto.